# دونگیانگوسور
دونگیانگوسور (نام علمی: Dongyangosaurus) نام یک سرده از زیرراسته سوسمارپاشکلان است.